# Yahweh (canción)
«Yahweh» es una canción de la banda irlandesa de rock alternativo U2 y la undécima canción de su álbum de 2004, How to Dismantle an Atomic Bomb. 
Se grabó en una sola sesión y fue interpretada en directo por la banda durante el Vertigo Tour. La canción recibió críticas mixtas de parte de los críticos.

## Escritura y grabación
«Yahweh» fue escrita por U2 y grabada para el álbum How to Dismantle an Atomic Bomb, producido por Chris Thomas. Antes de la grabación inicial de la canción, el guitarrista principal de la banda, The Edge tuvo las ideas para la melodía. El vocalista Bono añadió más tarde la voz de forma espontánea durante la canción en la primera toma. La voz original de Bono fue tan inspiradora con "crecientes y brillantes" melodías que llevó a Yahweh en una nueva dirección más dramática de lo que The Edge ya había previsto. 
Por otra parte, la mayor parte de lo que fue grabado por la banda y Chris Thomas en la producción inicial se conservó. Los intentos posteriores de grabación de Yahweh fueron hechos por otros dos productores del álbum, Daniel Lanois y Steve Lillywhite, con Lanois, incluso, añadiendo una mandolina en una grabación de la canción. En última instancia sin embargo, la grabación original de Thomas fue guardada sin cambios.
Durante la primera grabación, a Bono se le ocurrió la letra de Yahweh casi de inmediato. Posteriormente, la banda decidió que "era una de esas canciones que tenía que ser por escrito". 
Cuando se habló de ideas para el tema de la canción, Bono comentó: "Tuve la idea de que nadie puede ser dueño de Jerusalén, pero todo el mundo quiere poner banderas en él." explicó, "El título es un nombre antiguo que no se supone que debe ser hablado. Estoy alrededor de él cantando. Espero no ofender a nadie". Yahweh es el nombre del Dios judeocristiano.

## Actuaciones en directo
Yahweh fue interpretada en directo por U2 durante el Vertigo Tour. En mayo de 2005, la banda realizó una versión acústica de la canción en vivo en Chicago en el United Center. Esta versión en vivo de Yahweh fue incluida más tarde como la vigesimosegunda canción del DVD en vivo Vertigo 2005: Live from Chicago. 
La banda también tocó la canción en vivo durante los créditos finales de su película de 2008, U2 3D.

## Recepción
Yahweh fue interpretada de manera diferente por los críticos. Christopher Gray, de The Austin Chronicle llama la canción de la "oración final" del álbum y pensó que la canción era ambigua, diciendo que "podría ser acerca de Jesús o de los hijos de Bono y su esposa, Ali, como en All That You Can't Leave Behind". A pesar del mensaje religioso de la canción, Anna Kaufman del Daily Californian le gustaba que la banda no pareciera estar predicando en la canción, escribiendo "Por el contrario, parecen estar ofreciendo a Dios, al mundo, a su prójimo, preguntas y preocupaciones, esperanzas y sueños". A Justin Cober-Lake de PopMatters no le gustó la canción diciendo: "Es una vergüenza que How To Dismantle An Atomic Bomb tenga que terminar con el fiasco de Yahweh, porque en realidad es un disco bastante bueno". Cober-Lake también criticó la composición de guitarra de la canción y agregó que "La parte principal de la guitarra suena como si The Edge lo haya escrito en su sueño, pegándose cerca de la fórmula sin animarla".